# Bathymedon antennarius
Bathymedon antennarius är en kräftdjursart som beskrevs av Just 1980. Bathymedon antennarius ingår i släktet Bathymedon och familjen Oedicerotidae. Inga underarter finns listade i Catalogue of Life.